# لويس كولمان
لويس كولمان (بالإنجليزية: Louis Coleman)‏ هو لاعب كرة قاعدة أمريكي، ولد في 4 أبريل 1986 في غرينوود في الولايات المتحدة.

## وصلات خارجية
- لويس كولمان على موقع دوري كرة القاعدة الرئيسي (الإنجليزية)
- لويس كولمان على موقعبيزبول رفرنس.كوم (الدوري الرئيسي) (الإنجليزية)
- لويس كولمان على موقعبيزبول رفرنس.كوم (الدوري الثانوي) (الإنجليزية)
- لويس كولمان على موقع إي إس بي إن.كوم (أم.أل.بي) (الإنجليزية)
- لويس كولمان على موقع مشجعي الرسوم البيانية (الإنجليزية)